# علیرضا مدقالچی
علیرضا مدقالچی (زادهٔ ۱۳۳۰ در اهر) ریاضی‌دان، مترجم، نویسنده و استاد دانشگاه خوارزمی است. وی در سال ۱۳۸۹ به عنوان چهرهٔ ماندگار رشتهٔ ریاضیات معرفی شد.

## زندگی

### آغاز زندگی و تحصیلات
علیرضا مدقالچی در سال ۱۳۳۰ در اهر به دنیا آمد. در سال ۱۳۴۸ دیپلم ریاضی خود را از دبیرستان پهلوی اهر دریافت کرد. در سال ۱۳۵۲ مدرک کارشناسی ریاضی محض خود را از دانشگاه تبریز دریافت کرد و پس از گذراندن یک دورهٔ دو سالهٔ مدرسی ریاضیات در دانشگاه خوارزمی (مؤسسه ریاضیات) دورهٔ کارشناسی ارشد و دکترای خود را در دانشگاه شفیلد انگلستان در شاخهٔ آنالیز ریاضی سپری و در سال ۱۳۶۱ مدرک دکترای خود را دریافت نمود.

### سمت‌های اجرایی
علیرضا مدقالچی از سال ۱۳۷۲ تا ۱۳۷۶ ریاست دانشگاه خوارزمی را برعهده داشت. وی از سال ۱۳۷۵ به عضویت شورای علمی دانشنامه ریاضی درآمد و از سال ۱۳۸۴ عهده‌دار ریاست این شورا بود.
از دیگر مسئولیت‌های اجرایی وی می‌توان به ریاست دانشکدهٔ علوم دانشگاه خوارزمی (۱۳۶۲–۱۳۶۱)، ریاست انجمن ریاضی ایران (تاکنون–۱۳۸۵)، ریاست مؤسسه تحقیقات ریاضی دکتر مصاحب (۱۳۶۹–۱۳۶۶) و… اشاره کرد.

### افتخارات
دکتر مدقالچی در سال ۱۳۸۲ به عنوان استاد نمونهٔ کشوری انتخاب شد. وی همچنین در سال ۱۳۸۹، در هشتمین دورهٔ همایش چهره‌های ماندگار به عنوان چهرهٔ ماندگار رشتهٔ ریاضی انتخاب شد.

## آثار

### تألیفات
- آنالیز ریاضی ۱، دانشگاه پیام نور، ۱۳۷۵
- آنالیز ریاضی ۲، دانشگاه پیام نور، ۱۳۸۳
- واژه‌نامهٔ ریاضی [با همکاری دیگران]، بنیاد دانشنامه بزرگ فارسی، ۱۳۸۷
- نظریه اندازه و انتگرال [با همکاری دکتر عبدالحمید ریاضی]، دانشگاه تربیت مدرس، ۱۳۷۴
- ریاضیات ۱، ۲، ۳ و ۴ متوسطه، با همکاری دیگران، آموزش و پرورش، ۱۳۷۴
- ریاضیات ۳ (کمک درسی)، با همکاری دیگران، پویندگان دانشگاه، ۱۳۷۵
- ریاضیات ۱، ۲، ۳ و ۴ (کمک درسی)، با همکاری دیگران، انتشارات استادی، ۱۳۷۷
- گزیده‌ای از مجلات ریاضی، مرکز نشر دانشگاهی، ۱۳۸۳

### ترجمه‌ها
- تجربهٔ توپولوژی، فولکر رُنده، انتشارات فاطمی، ۱۳۸۸
- آنالیز مختلط، جوزف بک و دونالد نیومن، دانشگاه تربیت معلم سبزوار، ۱۳۸۱
- نقش ریاضیات در علوم، ام.ام. شیفر و لیون باودن، مرکز نشر دانشگاهی، ۱۳۷۴
- کتاب آنالیز ریاضی، با همکاری دیگران، دانشگاه تربیت معلم سبزوار، ۱۳۷۵